# Астраханский уезд
Астраханский уезд — административная единица в составе Астраханской губернии Российской империи и РСФСР, существовавшая в 1717—1925 годах. Уездный город — Астрахань.

## География

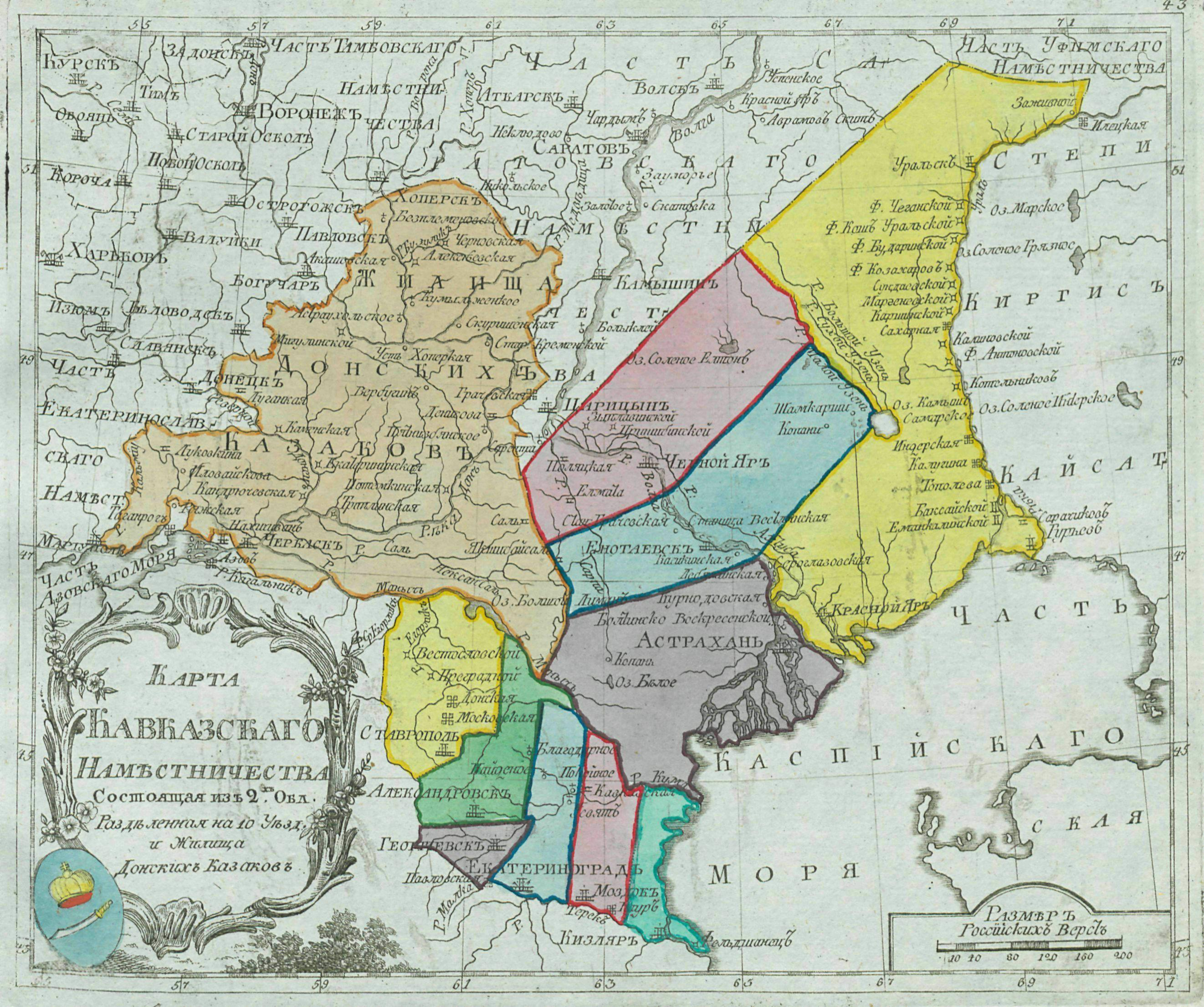
Астраханский уезд, 1792 год

Уезд располагался в южной части губернии по правому берегу Волги вдоль побережье Каспийского моря. Площадь (1897) — 6499,0 вёрст².

## История
Астраханский уезд известен с допетровских времён. В 1708 году уезд был упразднён; при этом город Астрахань отнесён к Казанской губернии, а в 1717 году к новой к Астраханской губернии. В 1727 году уезд в составе Астраханской губернии был восстановлен.  В 1785 — 1796 уезд входил в состав Астраханской  области Кавказского наместничества.
В 1919 году часть территории уезда отошла к Волго-Каспийской Киргизии.
В 1925 году Астраханский уезд как и другие уезды Астраханской губернии был упразднен.

## Население
По данным переписи населения 1897 года численность населения уезда составляла 219 760, в том числе в городе Астрахань — 112 880 чел. 

### Национальный состав
Русские — 74,7 %, татары — 13,9 %; казахи — 3,3 %, армяне — 1,9 %; калмыки — 1,8 %. 

## Административное деление
Астраханский уезд в 1798 году был нанесен на План Генерального Межевания Астраханской губернии и насчитывал 10 части.

В 1913 году в уезде было 13 волостей и 5 станиц: 
| - Бирюче-Косинская волость (с. Бирючья Коса), - Городофорпостинское — правление в станице Городофорпостинская 1785 при р. Волга пр.бг, - Дмитриевская волость (с. Дмитриевское-Мохово), - Дурновское — правление в станице Дурновская 1785 при р. Волга пр.бг, - Замьяновское — правление в станице Замьяновская 1764 при р. Волга пр.бг, - Икрянинская волость (с. Икрянинское), - Казачебугровское — правление в станице Казачебугровская 1748 при р. Болда, - Каралатская волость (с. Каралат), - Карантинная волость (с. Карантинное), | - Кучерганская волость (с. Кучерганское), - Лаганская волость (с. Лаганское), - Лебяженское — правление в станице Лебяженскаяпри р. Волга пр.бг, - Началовская волость (с. Началово), - Тишковская волость (с. Тишков), - Зацарёвская волость (г. Астрахань), - Цветновская волость (с. Цветной), - Чаганская волость (с. Чаган), - Яндыковская волость (с. Яндыковское). |

## В 1914 году в уезде было
- Астраханское — правление в станице Астраханская